# David van der Poel
Pour les articles homonymes, voir van der Poel et Poulidor.
David van der Poel (né le 15 juin 1992 à Wilrijk en Belgique) est un coureur cycliste néerlandais, spécialiste du cyclo-cross. Il est le fils de Adrie van der Poel, champion du monde de cyclo-cross élites en 1996 et le petit-fils de Raymond Poulidor vainqueur du Tour d'Espagne 1964 et qui est monté huit fois sur le podium du Tour de France. Son frère cadet, Mathieu, est multiple champion du monde de cyclo-cross et champion du monde sur route en 2023.

## Biographie
Il se classe sixième de la Coupe Sels au deuxième semestre 2018.
Il remporte la première étape du Tour Alsace au cours de l'été 2019 mais doit abandonner l’épreuve le surlendemain.
En 2020, il monte sur la dernière marche du podium du Tour du Brabant flamand. Il remporte également trois étapes et le classement par points de cette course disputée en Belgique.
En fin de contrat avec l'Alpecin-Deceuninck Development, il met un terme à sa carrière le 17 octobre 2023 à l'issue du Prix national de clôture, qu'il termine à la deuxième place. Il devient agent de coureur après sa carrière.

## Palmarès et classements mondiaux

### Palmarès en cyclo-cross
- 2008-2009
  - Superprestige juniors #2, Veghel-Eerde
  - 3e du championnat des Pays-Bas de cyclo-cross juniors
- 2009-2010
  -  Champion des Pays-Bas de cyclo-cross juniors
  - Classement général de la Coupe du monde juniors
    - Coupe du monde juniors #4, Roubaix
    - Coupe du monde juniors #5, Hoogerheide

  - Classement général du Superprestige juniors
  - Superprestige juniors #3, Gavere
  - Superprestige juniors #4, Hamme-Zogge
  - Superprestige juniors #5, Gieten
  - Superprestige juniors #7, Zonhoven
  - Steenbergcross juniors, Erpe-Mere
  - GP d'Hasselt juniors, Hasselt
  - 8e du championnat du monde de cyclo-cross juniors
- 2011-2012
  - 2e du championnat des Pays-Bas de cyclo-cross espoirs
- 2012-2013
  -  Champion des Pays-Bas de cyclo-cross espoirs
  - Superprestige espoirs #3, Hamme-Zogge
  - Cauberg Cyclo-cross espoirs, Fauquemont-sur-Gueule
  - 8e de la Coupe du monde espoirs
- 2013-2014
  - 2e du championnat des Pays-Bas espoirs
  - 6e du championnat du monde de cyclo-cross espoirs
- 2014-2015
  - Grand Prix Hotel Threeland, Pétange
  - Radquer Bussnang, Bussnang
- 2015-2016
  - Toi Toi Cup #4, Tábor
  - EKZ CrossTour #3, Hittnau
- 2016-2017
  - Jingle Cross #2, Iowa City
  - Toi Toi Cup #5, Slaný
- 2017-2018
  - Radcross Illnau
  - Cyclo-Cross International de la Solidarité de Lutterbach, Lutterbach
  - Zilvermeercross, Mol
  - Toi Toi Cup #7, Kolín
  - International Cyclocross Rucphen, Rucphen
  - 3e du championnat des Pays-Bas de cyclo-cross
  - 5e du championnat d'Europe de cyclo-cross
- 2018-2019
  - Classement général de l'EKZ CrossTour : 
    - EKZ Cross Tour #1, Baden
    - EKZ CrossTour #3, Hittnau

  - Radcross Illnau, Illnau
  - Cyclo-Cross International de la Solidarité de Lutterbach, Lutterbach
- 2019-2020
  - Chazal Cup Vittel, Vittel
- 2020-2021
  - Troyes Cyclocross International, Troyes
- 2021-2022
  - Coupe d'Espagne #3, Karrantza
  - 2e de la Coupe d'Espagne

### Palmarès sur route
- 2018
  - 3e étape du Triptyque ardennais
  - 1re étape du Tour d'Alsace
- 2019
  - 1re étape du Tour d'Alsace (contre-la-montre par équipes)
- 2020
  - 1re, 4e et 5e étapes du Tour du Brabant flamand
  - 3e du Tour du Brabant flamand
- 2021
  - 5e étape du Tour du Brabant flamand
- 2022
  - 2e du Stadsprijs Geraardsbergen
- 2023
  - 2e de la Coupe Sels
  - 2e du Prix national de clôture

### Classements mondiaux sur route
| Année                                 | 2013  | 2014  | 2015 | 2016 | 2017  | 2018  | 2019  | 2020  | 2021  | 2022  | 2023  |
| ------------------------------------- | ----- | ----- | ---- | ---- | ----- | ----- | ----- | ----- | ----- | ----- | ----- |
| Classement mondial                    |       |       |      | nc   | 1269e | 1047e | 2323e | 1467e | 1988e | 2511e | 2279e |
| UCI Europe Tour                       | 1034e | 1057e | nc   | nc   | 827e  | 651e  | 1490e | 1101e | 1346e | 1535e | nc    |
|                                       |       |       |      |      |       |       |       |       |       |       |       |
| Légende : nc = non classéSource : UCI |       |       |      |      |       |       |       |       |       |       |       |